# Národní náboženská strana
Národní náboženská strana (hebrejsky מפלגה דתית לאומית‎, Miflaga datit le'umit; v Izraeli běžně známá pod zkratkou Mafdal, (hebrejsky: מפד״ל)) byla izraelská politická strana reprezentující hnutí náboženského sionismu.
Byla založena roku 1956 a po Agudat Jisra'el byla roku 2008 druhou nejstarší existující izraelskou politickou stranou. Do roku 1992 byla součástí vládní koalice. Tradičně centristická strana se v posledních letech přesouvala spíše na pravou část politického spektra. Bývala také spojována s izraelskými osadníky a byla součástí aliance krajně pravicových stran Národní jednoty. Ve volbách v roce 2006 zaznamenala doposud nejhorší volební výsledek, kdy získala pouhá tři křesla v Knesetu. 18. listopadu 2008 se strana sloučila se stranami Moledet a Tkuma do nové strany Židovský domov.
Předseda strany Zevulun Orlev v reakci na projev francouzského prezidenta Nicolase Sarkozyho v červnu 2008 prohlásil: „Sarkozy by zde měl zůstat o něco déle, aby se naučil něco o historii, zejména, že Jeruzalém nikdy nepatřil islámu, ale jen Židům. Měl by se také učit zeměpisu a navštívit Sderot a dočasné tábory židovských vyhnanců z Guš Katif, než začne navrhovat další vyhnání a ústup do hranic z roku 1967. … Jeho přátelství k Izraeli musí být založena na těchto dvou poučeních.“